# Aeroportul East Hampton
Aeroportul East Hampton (IATA: HTO, ICAO: KHTO, FAA LID: HTO) este un aeroport din New York, Statele Unite ale Americii ce deservește zona East Hampton⁠(d). Aeroportul a fost tranzitat în 2019 de 682 de pasageri. A fost numit după zona deservită.
Situat la o altitudine de 17 m, aeroportul dispune de 2 piste.

## Infrastructură

### Piste
Aeroportul dispune de 2 piste. Pista 10/28 are suprafața de asfalt și dimensiunile 4.255 picioare × 100 picioare. Pista 16/34 are suprafața de asfalt și dimensiunile 2.060 picioare × 75 picioare. 